# Aquae Mundi
Aquae Mundi è una ODV di Russi, in provincia di Ravenna. 
Comprende il museo zoologico La Vita nelle Acque, con collezioni che toccano tutte le più importanti classi del mondo animale; la Grotta delle Salamandre, una suggestiva grotta artificiale di 650 mq progettata e realizzata per la conservazione degli Anfibi italiani e non solo; e infine l'Oasi, un centro di conservazione, studio e ricerca dedicato ad Pesci, Rettili e Avifauna di 7 ettari.
La struttura è un punto di riferimento regionale ed europeo per le attività di gestione della fauna e salvaguardia della biodiversità.
Fino al 2009 Aquae Mundi è stato un acquario situato a Russi,in provincia di Ravenna, nonché il primo centro italiano dedicato alla valorizzazione didattica degli anfibi.
Era esteso per 6000 m² e diviso in tre aree tematiche: un'area chiamata Mare Nostrum dedicata agli animali del Mar Mediterraneo, un'area per Anfibi e acque dolci con 100 specie di anfibi italiani ed esotici e pesci d'acqua dolce e infine l'area I Rettili con diverse specie di rettili.